# Adam Badowski (malarz)

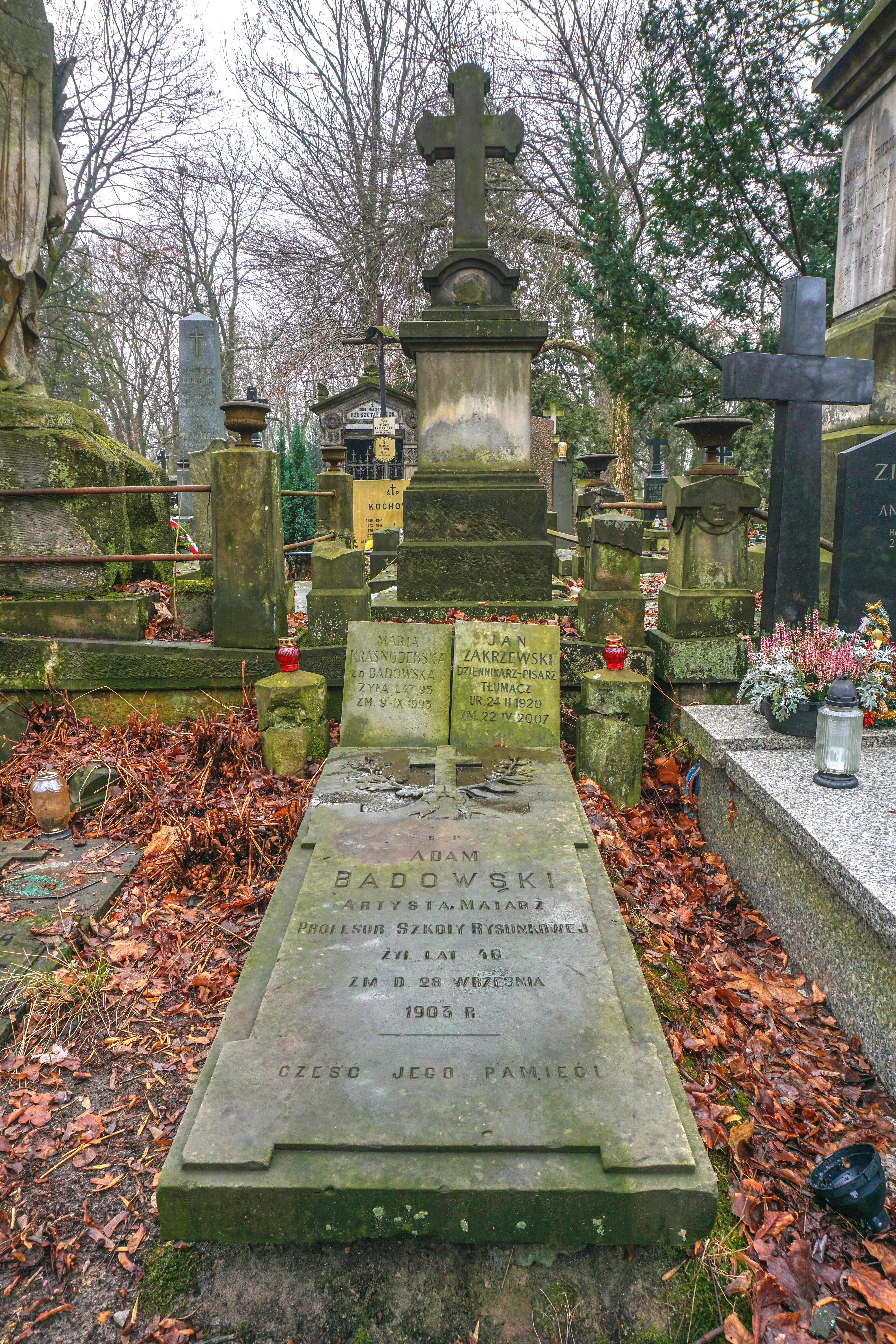
Grób Adama Badowskiego na Starych Powązkach

Adam Badowski (ur. w grudniu 1857, zm. 23 września 1903 w Warszawie) – polski malarz i ilustrator.

## Życiorys
Po ukończeniu gimnazjum uczęszczał do prowadzonej w Warszawie przez Wojciecha Gersona i Aleksandra Kamińskiego Klasy Rysunkowej. Po jej ukończeniu w 1887 wyjechał do Krakowa, gdzie przez trzy lata studiował w tamtejszej Szkole Sztuk Pięknych u Floriana Cynka i Leopolda Loefflera. W 1880 wyjechał kontynuować naukę w Wiedniu i Monachium. W 1882 otrzymał stypendium artystyczne Towarzystwa Zachęty Sztuk Pięknych w Warszawie, które umożliwiło mu wyjazd na pięcioletnie studia artystyczne do Rzymu.
Po powrocie zamieszkał na stałe w Warszawie i poza tworzeniem działał w wielu organizacjach artystycznych, a także uczył w prowadzonej przez Bronisławę Wiesiołowską szkole artystycznej dla kobiet. Dwa lata później wyjechał na rok do Paryża, po powrocie został mianowany wiceprezesem Komitetu Towarzystwa Zachęty Sztuk Pięknych. Był jednym z inicjatorów powołania Spółki Artystycznej Zjednoczonych Malarzy, Rzeźbiarzy i Architektów. Od 1896 wykładał w warszawskiej Klasie Rysunkowej, którą sam kiedyś ukończył, rok później poprowadził własną szkołę artystyczną dla kobiet, gdzie uczył malarstwa i grafiki.
Stale współpracował z czasopismem Wędrowiec, dla którego tworzył ilustracje. Często wystawiał w Warszawie (Zachęta, Salon Krywulta), w Krakowie, we Lwowie i za granicą, m.in. w Berlinie.
W 1895 ożenił się z pianistką, Marią z Wąsowskich. Zmarł nagle 23 września 1903, pogrzeb miał miejsce trzy dni później. Po mszy w katedrze św. Jana zmarły spoczął na cmentarzu Powązkowskim (kwatera 40-3-20).

## Twórczość
Najczęstszym tematem jego obrazów są sceny antyczne, co wynikało z wpływu twórczości Henryka Siemiradzkiego i zafascynowania twórczością Lawrence’a Alma-Tademy. W późniejszym okresie twórczości skupił się na malarstwie portretowym.

## Galeria

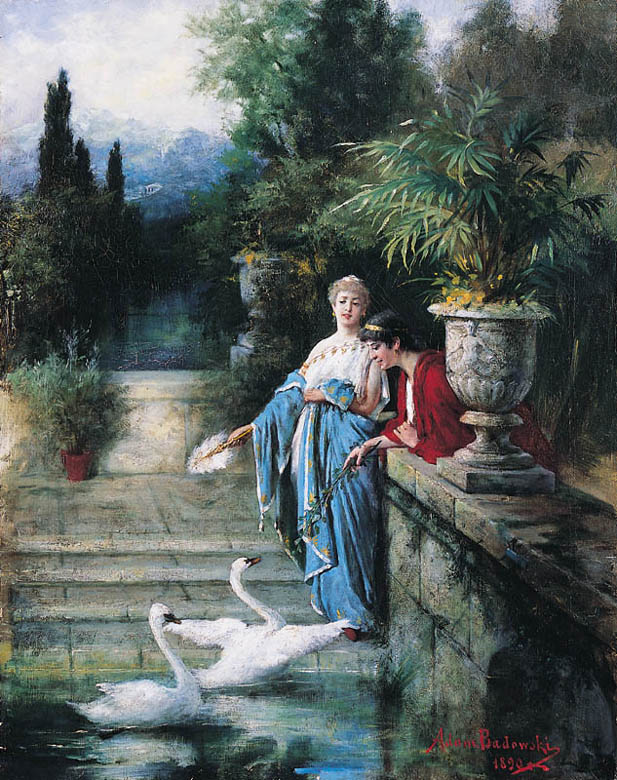
Sielanka Rzymska, Siesta w Parku, 1890
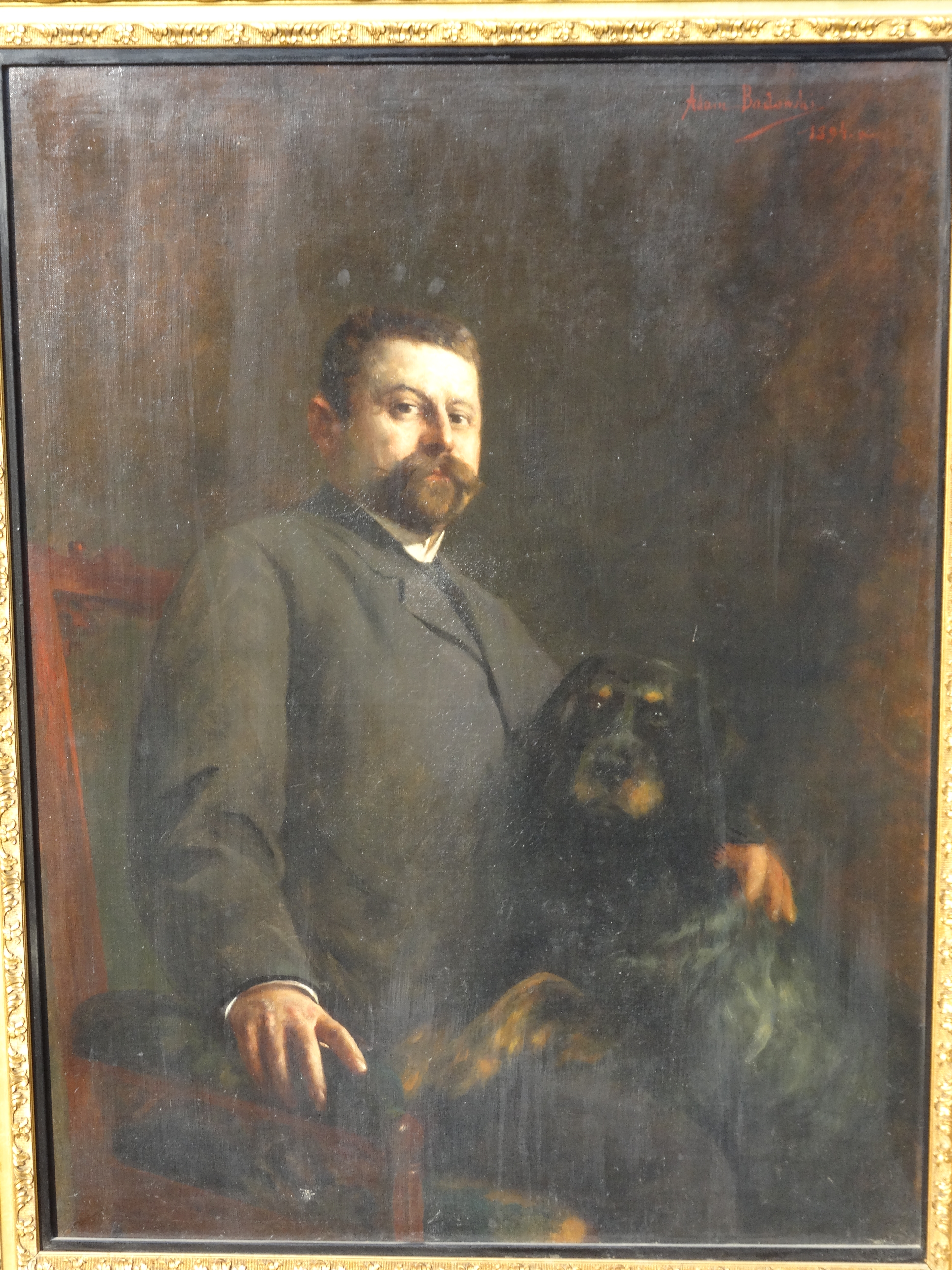
Portret z psem, 1894
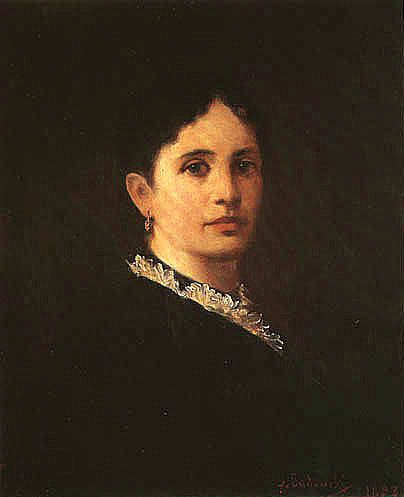
Portret damy w czarnej sukni
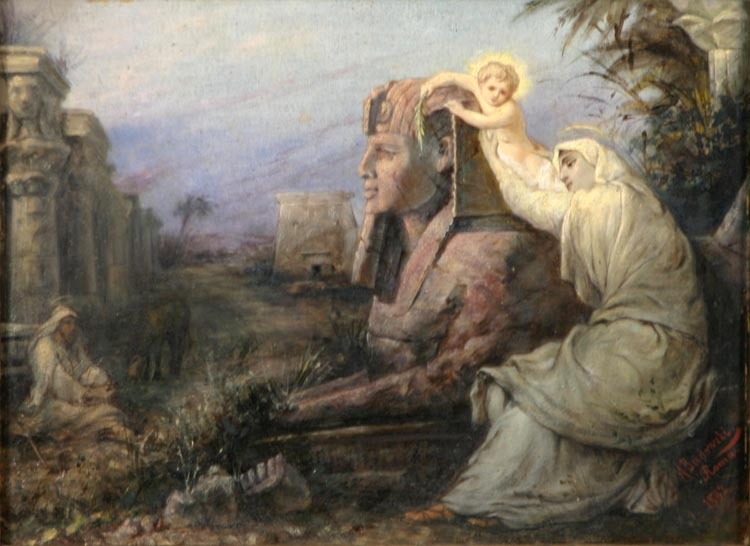
Ucieczka do Egiptu, 1882